# یواس‌اس دورچستر (ای‌پی‌بی-۴۶)
یواس‌اس دورچستر (ای‌پی‌بی-۴۶) (به انگلیسی: USS Dorchester (APB-46)) یک کشتی بود که طول آن ۳۲۸ فوت (۱۰۰ متر) بود. این کشتی در سال ۱۹۴۵ ساخته شد.